# Zethus brasiliensis
Zethus brasiliensis (лат.) — вид одиночных ос рода Zethus из семейства Vespidae (Eumeninae), обитающий в Неотропике.

## Описание
Мелкие осы, длина около 1 см. Основная окраска чёрная с рыжевато-жёлтыми отметинам на голове (мезосома и метасома без жёлтых/белых отметин). Тегула регулярно выпуклая. Относительно менее коренастые особи, особенно на петиоле. Более плотное волосистое покрытие на третьем-седьмом тергуме по сравнению с другими представителями группы Zethus mexicanus. Последний антенномер самцов округлый; антенна самца закручена апикально; межантенальный киль присутствует у самцов; наличник самки макропунктированный, перемежающийся микростриалями; затылок сильно вогнут; нотаули отсутствуют; тегула расширена назад; средние голени с одной развитой апикальной шпорой; латеральный проподеальный киль неполный; проподеум без дорсального отверстия. Усики 12-члениковые у самок и 13-члениковые у самцов.
Входит в видовую группу Zethus mexicanus. В группу включают несколько видов, в том числе Zethus brasiliensis, Z. magnus, Z. mexicanus и Z. waldoi.